# کلاوس-پیتر مولر
کلاوس-پیتر مولر (به آلمانی: Klaus-Peter Müller) (زاده ۱۷ سپتامبر ۱۹۵۹) کارآفرین، بانکدار و مدیر ارشد اجرایی آلمانی است، که در حال حاضر به‌عنوان رئیس هیئت مدیره کومرتس‌بانک فعالیت می‌کند. هم‌اکنون (۲۰۱۴) کومرتس‌بانک پس از دویچه بانک، دومین بانک بزرگ آلمان بشمار می‌آید.